# St. Peter in der Au
St. Peter in der Au es un municipio del distrito de Amstetten, en el estado de Baja Austria, Austria. Tiene una población estimada, a principios del año 2022, de 5176 habitantes.
Está ubicado al oeste del estado, a poca distancia al sur del río Danubio, al oeste de Viena y cerca de la frontera con el estado de Alta Austria.
En el municipio están las localidades de Hohenreith, Kirnberg, St. Johann in Engstetten, St. Michael am Bruckbach, St. Peter in der Au Dorf y St. Peter in der Au-Markt.